# Rich Buckler
Rich Buckler (Detroit, 6 de febrer de 1949 - 19 de maig de 2017) va ser un artista de còmics estatunidenc, principalment conegut pel seu treball a Fantastic Four de Marvel Comics a mitjans dels anys 70 i per crear el personatge Deathlok a Astonishing Tales nº 25. Buckler va dibuixar pràcticament tots els personatges principals de Marvel i DC, sovint com a artista de portada.

## Carrera
Quan era adolescent a Detroit, Buckler va estar involucrat en el fandom dels còmics. Va assistir a les iteracions inicials de la Detroit Triple Fan Fair, i finalment va dirigir la convenció juntament amb el creador Robert Brosch el 1969-1970.
El primer treball de còmic de Buckler va ser quan era adolescent amb la història històrica de quatre pàgines "Freedom Fighters: Washington Attacks Trenton" al còmic de King Features Flash Gordon nº 10 (amb data de portada de novembre de 1967). El 1971, va treballar per a Skywald Publications, però va fer un "mal moviment" intentant sortir amb la filla del copropietari de Skywald, Israel Waldman. A DC Comics, va dibuixar les històries de complement de "Rose and the Thorn" a Superman's Girl Friend, Lois Lane nº 117–121 (desembre de 1971–abril de 1972).
Buckler va dibuixar els tres primers números de la sèrie Black Panther de l'escriptor Don McGregor a Jungle Action vol. 2 nº 6–8 (setembre de 1973-gener de 1974), una tirada que Comics Bulletin el 2010 va posicionar al tercer lloc a la seva llista de les "10 millors meravelles dels anys 70". Va complir un somni d'una dècada l'any 1974 quan va ser assignat per dibuixar la que llavors era la sèrie insígnia de Marvel, Fantastic Four, en la qual va romandre durant dos anys. Durant aquest període, Buckler va crear l'antiheroi cyborg Deathlok, que va protagonitzar un serial que va debutar a Astonishing Tales nº 25 (agost de 1974). També durant aquest període, Buckler va contractar el jove George Pérez com a ajudant d'estudi.
Buckler va col·laborar amb l'escriptor Gerry Conway en una història "Superman vs. Shazam!" publicada a All-New Collectors' Edition nº C-58 (abril de 1978). Va dibuixar la tira del diari The Incredible Hulk durant aproximadament sis mesos el 1979. Buckler va ser un dels diversos artistes que va dibuixar l'adaptació al còmic de Xanadu a Marvel Super Special nº 17 (estiu de 1980). Una història de la Lliga de la Justícia de Conway i Buckler pensada originalment per a la All-New Collectors' Edition es va imprimir a Justice League of America nº 210–212 (gener-març de 1983). Buckler i Roy Thomas van crear llavors l'equip de superherois de la Segona Guerra Mundial, l'All-Star Squadron, en una inserció especial a Justice League of America nº 193 (agost de 1981) que va portar al títol propi de l'equip el mes següent.
El 1983, The Comics Journal va acusar Buckler de plagi, dient que tenia una reputació d'artista que copiava posicions i esbossos del treball d'artistes anteriors. Buckler va demandar la revista per difamació, però més tard va retirar la demanda.
Buckler va treballar per a Archie Comics el 1983 i el 1984, quan aquesta editorial va reviure breument la seva línia de superherois Red Circle Comics, i va reclutar Cary Burkett per escriure el títol de Mighty Crusaders. El 1985, Buckler va tornar a Marvel i va dibuixar breument The Spectacular Spider-Man amb l'escriptor Peter David, on van produir la història "The Death of Jean DeWolff". També va ser editor d'una línia de còmics de curta durada de Solson Publications, on el 1987 va crear Reagan's Raiders.
El 2011, Buckler va dibuixar una història curta de Djustine escrita per Enrico Teodorani per al mercat italià.
Va ser autor de tres llibres sobre l'art del còmic: How to Become a Comic Book Artist i How to Draw Superheroes (Solson Publications) el 1986, i How to Draw Dynamic Comic Books (Vanguard Publications) el 2007.
El 2015, es va convertir en ambaixador dels Premis Inkwell. No era estrany que utilitzés l'àlies Ron Validar o simplement Validar per al seu treball de còmics de Marvel quan tenia un contracte exclusiu amb el rival DC. D'aquesta manera va poder eludir l'esperit de la llei si no la lletra. Les seves portades més destacades amb aquest nom de ploma van ser sovint entintades per Ernie Chan.

## Mort
Buckler va morir el 19 de maig de 2017, després d'una llarga batalla contra el càncer.

### Arcana Studio
- Shadowflame #3 (entintador) (2007)

### Archie Comics
- Blue Ribbon Comics #4 (artista amb Trevor von Eden, escriptor amb Stan Timmons), #6–7, 11 (escriptor amb Stan Timmons) (1983–84)
- Fly #1–2, 4 (1983)
- Lancelot Strong, The Shield #1 (escriptor) (1983)
- Mighty Crusaders # 1–8 (llapis), # 9–10 (entintador) (1983–84)

### Astral Comics
- Astral Comics #1 (1977)
- Galaxia Magazine #1 (1981)

### Atlas/Seaboard Comics
- The Demon Hunter #1 (1975)
- Tales of Evil #3 (1975)
- Weird Suspense #3 (amb Pat Boyette) (1975)

### Continuity Comics
- Híbrids: The Origin #3–4 (1993)

### DC Comics
- Action Comics (Atom) #447 (1975)
- All-New Collectors' Edition (Superman vs. Shazam!) #C–58 (1978)
- All-Star Squadron #1–5, 36 (art complet); Annual #3 (entre altres artistes) (1981–84)
- America vs. the Justice Society, minisèrie, #1 (entre altres artistes) (1985)
- Batman #265, 267, 329; (Robin) #239–242 (1972–80)
- DC Comics Presents #12, 33–34, 45, 49, Annual #1 (1979–82)
- DC Retroactive: Wonder Woman – The '80s #1 (2011)
- DC Special (Captain Comet) #27 (1977)
- DC Super Stars (Gorilla Grodd) #14 (1977)
- Detective Comics (Hawkman) #434, 446, 479 (1973–78)
- The Flash #271–272 (1979)
- Hardware #10, 12 (1993–94)
- House of Mystery #199, 258 (1972–78)
- House of Secrets #90 (1971)
- Jonah Hex #11 (1978)
- Justice League of America #188–191, 193, 210–212 (1981–83)
- Kobra #5 (1976)
- The New Adventures of Superboy #9 (1980)
- New Gods #15 (1977)
- Omega Men #34 (1986)
- Secret Origin of Superman (Leaf Comic Book Candy) (1980)
- Secrets of Sinister House #10 (entintador) (1973)
- Secret Society of Super Villains #5–9 (1977)
- Star Hunters #4–7 (1978)
- Superman (Fabulous World of Krypton) #246, 251, 352 (1971–1980); (Bruce Superman Wayne) #363 (1981); (Superman) #364, 369 (1981–82)
- Superman's Girl Friend, Lois Lane (Rose and Thorn) #117–121 (1971–72)
- Tales of the Teen Titans #51–54 (1985)
- Time Warp #1 (1979)
- The Unexpected #123, 126, 135, 157, 174 (1971–76)
- The Warlord #87–88 (entintador), #89–90, 97 (1985)
- Weird War Tales #23, 123 (1974–83)
- Weird Western Tales (Jonah Hex) #37 (1976)
- Wonder Woman #300 (entre altres artistes) (1983)
- World's Finest Comics (Hawkman) #257–258; (Superman i Batman) #259–261, 263–264, 266–267, 269–272, 275–276, 278, 280, 285–286 (1979–82)

### Deluxe Comics
- Wally Wood's T.H.U.N.D.E.R. Agents #4 (1986)

### Dynamite Entertainment
- Red Sonja #1973 (2015)

### Gold Key
- The Twillight Zone #47 (1973)

### Image Comics
- Big Bang Comics #4 (entre altres artistes) (1996)

### King Comics
- Flash Gordon #10 (història de complement) (1967)

### Lodestone Publishing
- Codename: Danger #1 (1985)

### Malibu Comics
- Genesis #0 (1993)

### Marvel Comics
- Adventure into Fear #11, 22 (penciller), #12 (inker) (1973–74)
- Amazing Adventures (Killraven) #25 (1974)
- Amazing Spider-Man and Captain America: Dr. Doom's Revenge (distribuït amb un joc d'ordinador de Paragon Software) (1989)
- Astonishing Tales (Ka-Zar) #13 (amb John Buscema), 16; (Deathlok) #25–28, #30–36 (1972–76)
- The Avengers #101–104, 106, 302–304, Giant-Size #1 (1972–74, 1989)
- Battlestar Galactica #6-7 (1979)
- Black Goliath #4 (1976)
- Black Knight minisèrie #3–4 (1990)
- Captain America #243, 355 (1980, 1989)
- Captain America: The Medusa Effect (amb M. C. Wyman) (1994)
- Conan The Barbarian #40 (1974)
- Daredevil #101 (1973)
- Doc Savage #8 (1974)
- Dracula Lives #1 (1973)
- Epic Illustrated #29 (1985)
- Fantastic Four #142–144, 147–153, 155–159, 161–163, 168–169, 171, 325, 329–335; Giant-Size #1, 3; Annual #22 (1974–76, 1989)
- Freddy Krueger's A Nightmare on Elm Street minisèries #1–2 (amb Tony DeZuniga) (1989)
- The Incredible Hulk Annual #11 (1982)
- Invaders #5 (1976)
- Iron Man #196–197 (1985)
- Journey into Mystery vol. 2 #5 (1973)
- Jungle Action vol. 2 (Black Panther) #6–8 (llapis), #22 (amb Billy Graham) (1973–76)
- Luke Cage, Power Man #30 (1976)
- Marvel Comics Presents #24–31 (1989)
- Marvel Comics Super Special (Kiss) #1; (Xanadu) #17 (entre altres artistes) (1977–80)
- Marvel Spotlight (Deathlok) #33 (1977)
- Marvel Super-Heroes vol. 2 (X-Men) #6 (1991)
- Marvel Team-Up (Spider-Man i Nightcrawler) #89 (amb Mike Nasser) (1980)
- Micronauts Annual #2 (amb Steve Ditko) (1980)
- Monsters on the Prowl #22 (nova splash page per una història reimpressa) (1973)
- Monsters Unleashed #8 (amb George Pérez) (1974)
- The New Mutants #76–77 (1989)
- Saga of The Original Human Torch sèrie limitada #1–4 (1990)
- Saga of The Sub-Mariner limited series #1–12 (1988–89)
- Savage Sword of Conan #182 (1991)
- The Spectacular Spider-Man #103, 107–111, 116–117, 119, 122; Annual #1, 10 (1979, 1985–87, 1990)
- Starblast #4 (1994)
- Supernatural Thrillers #5 (1973)
- Tales of the Zombie #4 (1974)
- Thor #227–230 (1974)
- Vampire Tales #2–3, 5 (1973–74)
- What If? (Eternals) #24; (Thor) #25; (Namor) #29; (Spider-Man) #30 (1980–81)
- What If? vol. 2 (X-Men) #9 (1990)
- Where Monsters Dwell #15 (1972)
- X-Factor #50 (1990)

### Now Comics
- Mr. T and the T-Force #7–10 (entintador) (1994)
- Syphons: The Sygate Strategem #1–3 (1994–95)

### Silverline Comics
- Assassins Inc. #2 (entintador) (1987)

### Skywald Publications
- Hell-Rider #2 (1971)
- Nightmare #3, #5 (amb Bruce Jones) (1971)
- Psycho #2, 4–5 (1971)
- Scream #8 (1974)

### Solson Publications
- Amazing Wahzoo #1 (1986)
- The Bushido Blade of Zatoichi Walrus #2 (1987)
- How To Draw Teenage Mutant Ninja Turtles #1 (1986)
- Reagan's Raiders #1–3 (1986–87)
- Rich Buckler's Secrets of Drawing Comics #1–4 (1986)
- Teenage Mutant Ninja Turtles Authorized Martial Arts Training Manual #1 (writer & inker) (1986)

### S.Q.P Inc.
- Phase #1 (1971)
- Hot Stuf' #1 (1974)

### Tekno Comix (Big Entertainment)
- The Big Bang #1–14 (història de complement de quatre pàgines que es va publicar en la major part dels títols de Tekno Comix el 1996)
- Gene Roddenberry's Lost Universe #5 (1995)

### Tiger Comics
- Phantasy Against Hunger #1 (còmic benèfic, entintador, entre d'altres) (1987)
- Cadillacs and Dinosaurs #1 (1994)

### Warrant Publishing
- The Creeps #1–3 (també escriptor al #2) (2014–2015)

### Warren Publishing
- Creepy #36, 38, 75 (1970–75)
- Eerie #29, 48–49, 53 (1970–74)
- Vampirella #21 (1972)